# The Essential Clash
The Essential Clash es un álbum recopilatorio doble de grandes éxitos de la banda británica The Clash. Fue lanzado al mercado en 2003 como parte de la serie de compilaciones "The Essential"  de Sony BMG.

## Listado de temas

### Disco 1
Todos compuestos por Mick Jones y Joe Strummer a menos que se indique.
1. "White Riot"  – 1:59
2. "London's Burning"  – 2:10
3. "Complete Control"  – 3:13
4. "Clash City Rockers" (versión original)  – 3:56
5. "I'm So Bored with the U.S.A."  – 2:25
6. "Career Opportunities"  – 1:52
7. "Hate & War"  – 2:05
8. "Cheat"  – 2:06
9. "Police & Thieves" (Junior Murvin  y Lee Perry)  – 6:00
10. "Janie Jones"  – 2:05
11. "Garageland"  – 3:13
12. "Capital Radio One"  – 2:09
13. "(White Man) In Hammersmith Palais"  – 4:01
14. "English Civil War" (tradicional, modificada por Mick Jones y Joe Strummer)  – 2:36
15. "Tommy Gun"  – 3:17
16. "Safe European Home"  – 3:51
17. "Julie's Been Working for the Drug Squad"  – 3:04
18. "Stay Free"  – 3:40
19. "Groovy Times"  – 3:30
20. "I Fought the Law" (Sonny Curtis)  – 2:39

### Disco 2
Todos compuestos por The Clash a menos que se indique.
1. "London Calling" (Mick Jones y Joe Strummer)  – 3:20
2. "The Guns of Brixton" (Paul Simonon)  – 3:10
3. "Clampdown" (Mick Jones y Joe Strummer)  – 3:50
4. "Rudie Can't Fail" (Mick Jones y Joe Strummer)  – 3:29
5. "Lost in the Supermarket" (Mick Jones y Joe Strummer)  – 3:47
6. "Jimmy Jazz" (Mick Jones y Joe Strummer)  – 3:55
7. "Train in Vain (Stand by Me)" (Mick Jones y Joe Strummer)  – 3:11
8. "Bankrobber" (Mick Jones y Joe Strummer)  – 4:35
9. "The Magnificent Seven"  – 5:33
10. "Ivan Meets G.I. Joe"  – 3:07
11. "Police on My Back" (Eddy Grant) – 3:17
12. "Stop the World"  – 2:33
13. "Somebody Got Murdered"  – 3:34
14. "The Street Parade"  – 3:29
15. "This Is Radio Clash"  – 4:11
16. "Ghetto Defendant"  – 4:44
17. "Rock the Casbah" – 3:42
18. "Straight to Hell"  – 5:30
19. "Should I Stay or Should I Go"  – 3:08
20. "This Is England" (Bernie Rhodes y Joe Strummer)  – 3:50

- Datos: Q2478684